# Coalizione delle Forze Socialiste

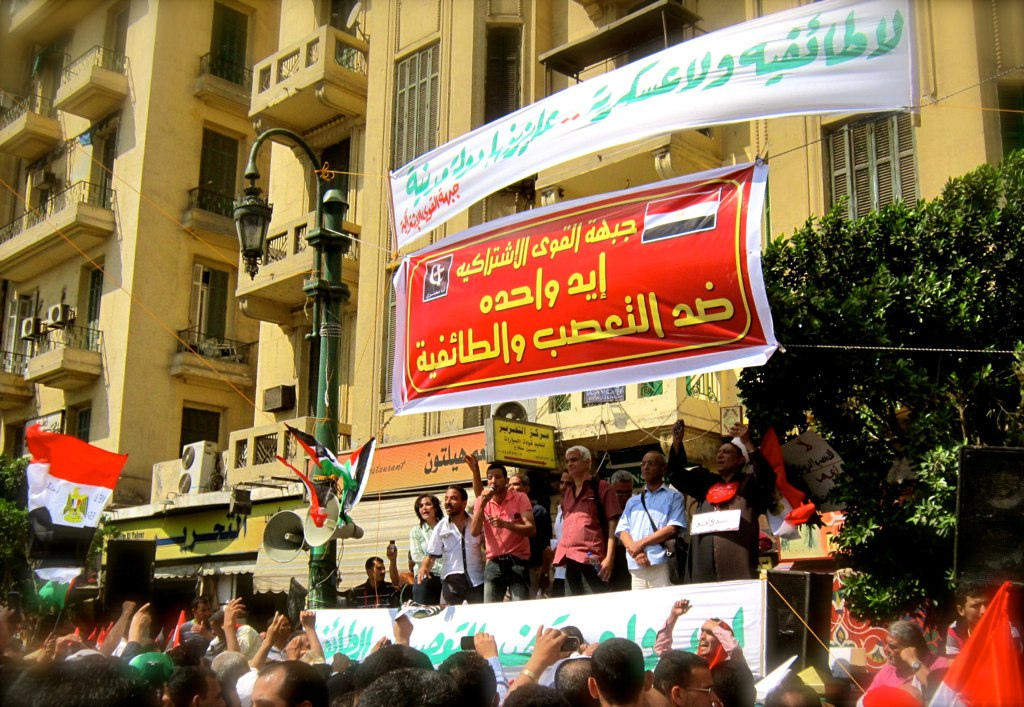
Convegno della Coalizione delle Forze Socialiste (12 maggio 2011)

La Coalizione delle Forze Socialiste (CFS) (in arabo تحالف القوى الاشتراكية‎?, Taḥāluf al-Quwā al-Ishtirākiyya) è una coalizione di cinque formazioni politiche di sinistra formata in Egitto il 10 maggio 2011. Le diverse forze concordarono di dar vita a un "fronte socialista" per "creare una forza di sinistra maggiormente autorevole" nell'Egitto post-rivoluzionario. Come stimato il 31 maggio 2011, la CFS poteva vantare un'adesione di più di 5.000 cittadini.
La Coalizione delle Forze Socialiste ha dato impulso nel settembre 2012 alla più ampia Coalizione Rivoluzionaria Democratica.

## Gruppi affiliati
- Partito Comunista Egiziano
- Partito dell'Alleanza Socialista Popolare
- Socialisti Rivoluzionari
- Partito Socialista d'Egitto
- Partito Democratico dei Lavoratori